# Cryptocephalus fulguratus
Cryptocephalus fulguratus är en skalbaggsart som beskrevs av J. L. Leconte 1880. Cryptocephalus fulguratus ingår i släktet Cryptocephalus och familjen bladbaggar. Inga underarter finns listade i Catalogue of Life.